# Barrio El Llano Subercaseaux

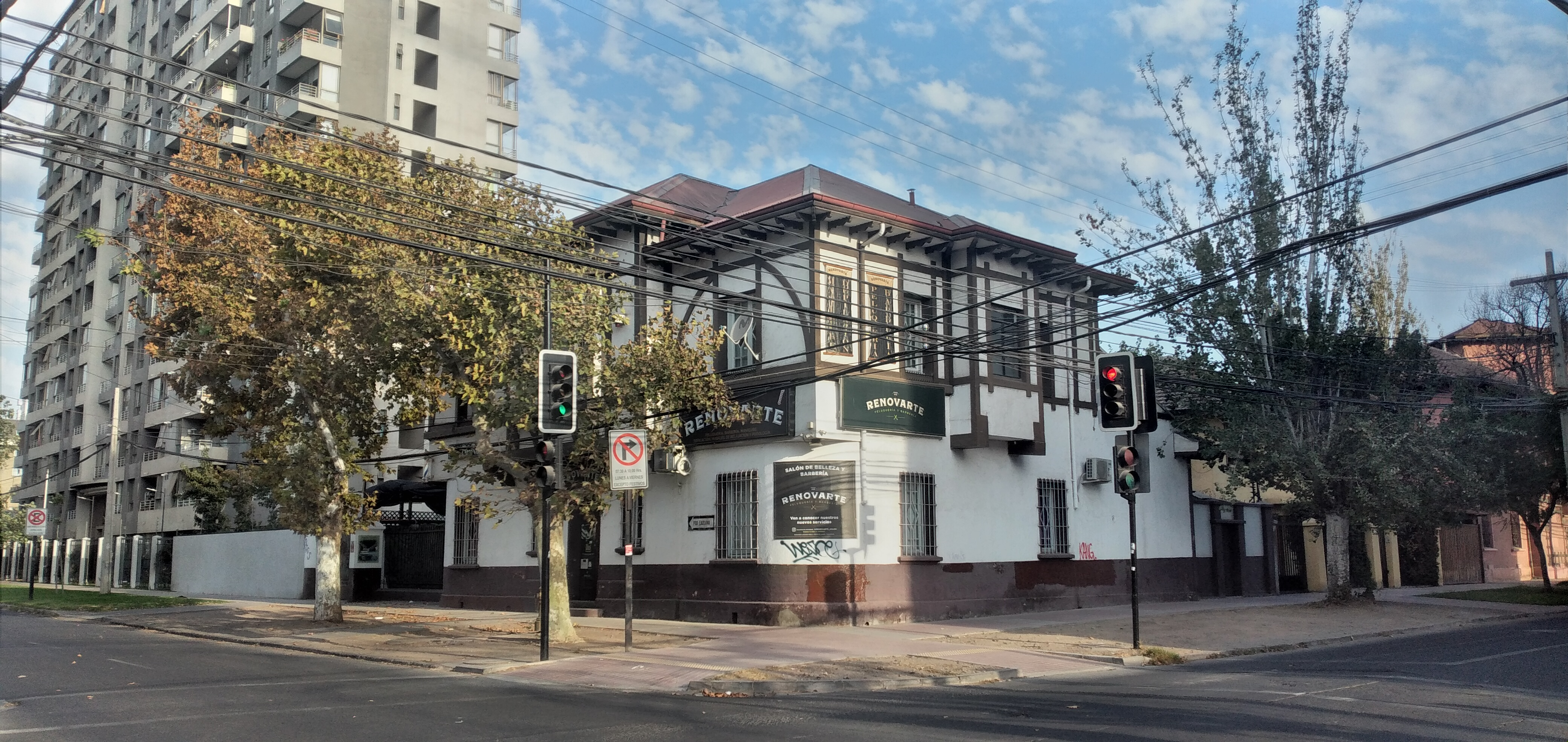
Casa de 1918 en el Barrio El Llano

El Barrio El Llano Subercaseaux es un barrio de la comuna de San Miguel, ubicado en la zona centro sur de la ciudad de Santiago de Chile. Por años fue netamente residencial con viviendas de estilo ciudad jardín, constituyéndose en uno de los principales sectores de expansión inmobiliaria a principios del siglo XX, para familias de clase media-alta. Las grandes propiedades han dado paso al desarrollo de numerosas torres de departamentos que han densificado el sector enormemente y el Llano Subercaseaux se ha convertido en un importante polo de servicios para el sector sur de la capital chilena. 

## Límites
Los límites del Llano Subercaseaux son: 
- Por el norte, la avenida Carlos Valdovinos
- Por el poniente la avenida José Joaquín Prieto Vial (Autopista Central)
- Por el sur, la avenida La Marina
- Por el oriente la Gran Avenida José Miguel Carrera.

La superficie del barrio en total es de aproximadamente 100 hectáreas.

## Historia
La calle San Diego y la Gran Avenida corresponden aproximadamente al trazado que el Capac Ñan o Camino del Inca habría tenido desde el centro urbano que hoy ocupa Santiago Centro hacia los Cerrillos de Tango, donde se ubica la huaca de Chena. Los conquistadores españoles dieron uso a estos mismos senderos, dando origen a los caminos que luego serían las principales avenidas de Santiago. Tras sucesivas divisiones de la enorme propiedad conocida como Tierras de Lepe, ubicada al poniente del camino, nació la chacra San Francisco, que sería adquirida por Bernardo O'Higgins tras la independencia de Chile. Se cuenta que bajo uno de los árboles ubicado en el extremo sur del parque El Llano, el prócer se habría sentado a descansar habitualmente. 
En 1850, Ramón Subercaseaux Mercado, acaudalado político y comerciante de Valparaíso, compró la chacra San Francisco. En un principio dio uso agrícola y ganadero a la propiedad para posteriormente ser una de las primeras tierras en ver la plantación de viñedos de cepa. Subercaseaux Mercado donó una faja de aproximadamente 500 metros a todo el largo del costado oriente de su propiedad, para construir un parque diseñado por Óscar Prager, que llevaría su nombre. El parque, que era conocido por sus grandes árboles, subsistió más de un siglo, hasta que fue destruido en 1978 por la construcción a tajo abierto, de la Línea 2 del Metro de Santiago. 
El paulatino loteo de zonas como los barrios Dieciocho y el República determinó que las familias acomodadas de la época ocuparan la zona sur poniente de Santiago. Con la apertura de la calle San Ignacio de Loyola, se realizó una conexión entre la Alameda y El Llano. Se trataba de una zona aristocrática, de "un terreno selecto"; "no cualquiera llegaba a vivir allí, pues las grandes casonas de alguna forma hacían la diferencia y por cierto marcaban una distancia abismante con el resto de la población".
El Llano fue "la cuna de familias de la antigua oligarquía chilena, desde donde se dirigían las instancias públicas y políticas del país", es decir, que "desde antes de su creación, este perímetro de la comuna de San Miguel estuvo marcado por la historia política de Chile".

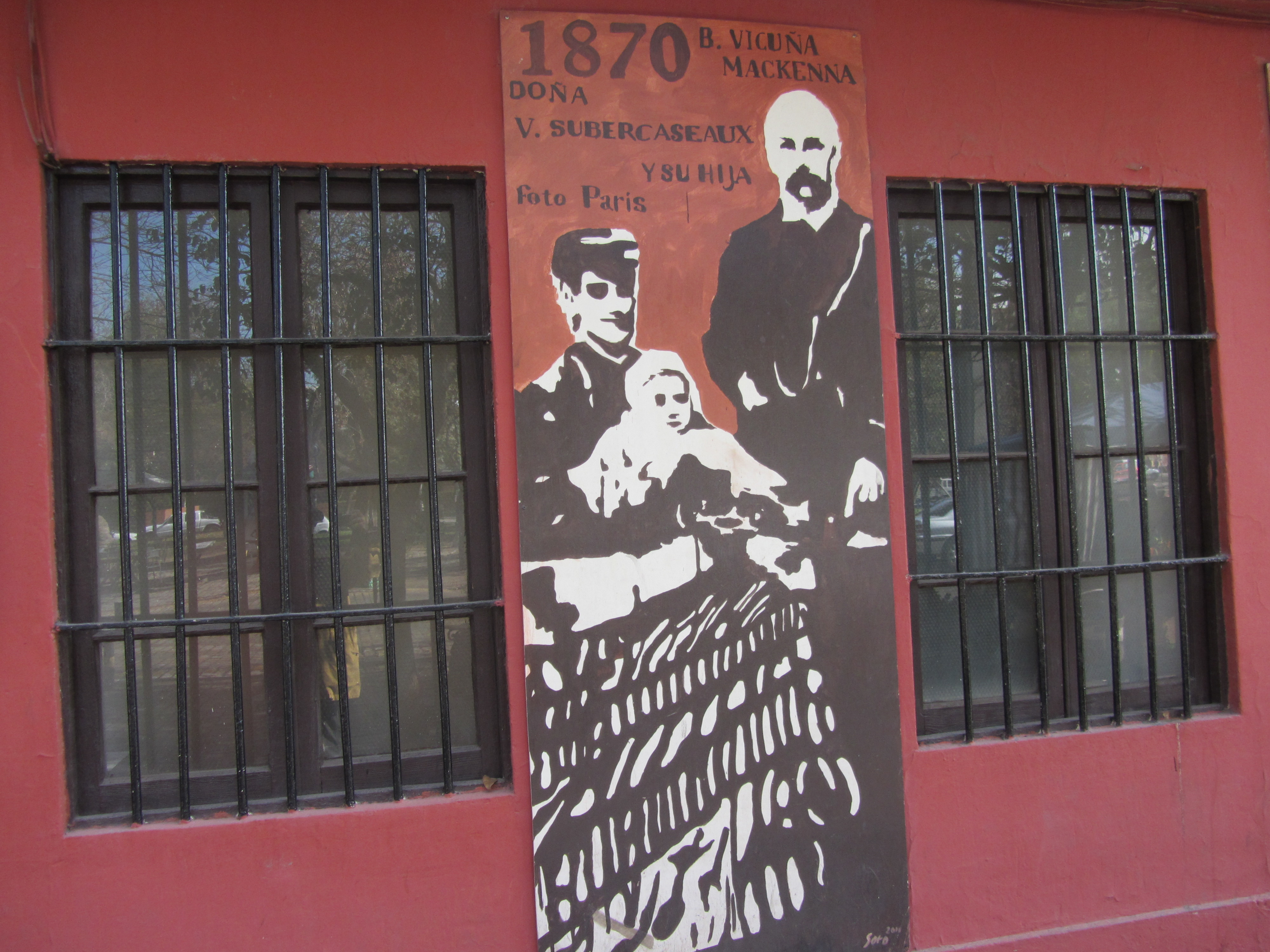
Muro exterior de la Casa de la Cultura, con una imagen de Benjamín Vicuña Mackenna y su esposa Victoria, hija de Ramón Subercaseaux Vicuña.

La zona se fue constituyendo con los años en el centro de reunión de las familias aristócratas de Santiago, donde figuraban personalidades importantes de la época que dirigieron los destinos de la nación en la segunda mitad del siglo XIX. En las reuniones de El Llano se fraguaron las carreras políticas de personajes como Manuel Montt y Federico Errázuriz. Y también se realizaron algunos matrimonios de importancia como el Victoria Subercaseaux y Benjamín Vicuña Mackenna, hombre clave en el urbanismo de Santiago en 1900.
La familia formada por don Gregorio de Mira y doña Mercedes Mena, dueños de la heredad ubicaba frente a la Chacra de San Francisco o Subercaseaux, contribuyeron con la urbanización del barrio El Llano y con la formación de la comuna de San Miguel. Al efecto, entre 1893 y 1909 vendieron numerosos paños en los que se fueron edificando las primeras casas individuales. En estos sitios fueron levantadas nuevas residencias donde se instalarán personas que ejercerán cargos relevantes para la formación de comuna, como los presbíteros Miguel León Prado y Ceferino Prado Herrera, y algunos de los primeros regidores de la alcaldía, como don Bartolo Soto, don Francisco Villaroel Mura  y don Dionisio Sánchez Medina.
Con el tiempo, Ramón Subercaseaux donó parte de su predio para contribuir a la urbanización: una franja en San Miguel donde se pretendía formar un parque que llevaría su nombre y que fue diseñado por Óscar Prager, urbanista de la época. Pedro Subercaseaux, hijo del primero, fue un pintor y fraile que está considerado como el creador de la primera historieta chilena: con su seudónimo Lustig dio vida a Federico Von Pilsener. No es de extrañar, entonces, que se haya elegido el Parque El Llano Subercaseaux para instalar el del cómic.

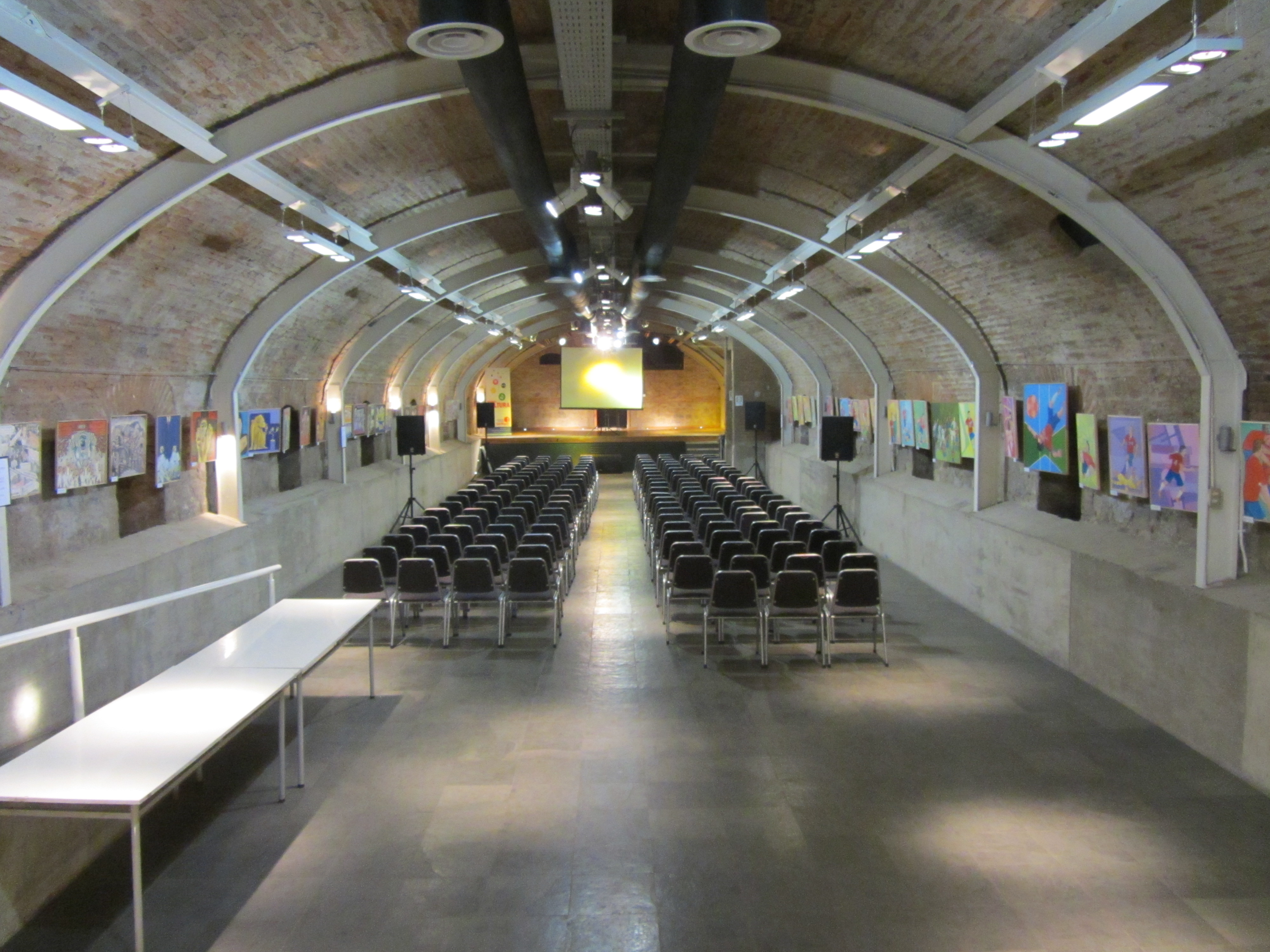
Antigua cava, hoy Sala Fray Pedro Subercaseaux, que se usa para exposiciones y otros eventos culturales

Después de la iniciativa de Subercaseaux, vinieron otras como el loteo y repartición de terrenos entre miembros de la familia. Estos subdividieron los predios y posteriormente los vendieron. En 1900 debutó el tranvía eléctrico a San Bernardo que daba conectividad al Llano con el centro de la capital. 
Luis Risopatrón en su libro Diccionario Jeográfico de Chile del año 1924, describió al lugar como:

El Llano Subercaseaux (Lugarejo).-—
Está formado de hermosas quintas i se encuentra al lado S de la ciudad de Santiago, a ambos lados del camino a San Bernardo.

En los años cuarenta de siglo XX, El Llano comenzó a sufrir una "inexplicable parálisis en su desarrollo, fenómeno que se extendió hasta la mitad de la década del noventa, que es el período en que se inicia toda una transformación del sector gracias a las nuevas construcciones impulsadas para abrir un mercado de viviendas en altura". A finales de la primera década del siglo XXI, el barrio estaba entre "los que más gente atrae para adquirir viviendas o departamentos, después de Santiago Centro, Vitacura y Las Condes. Basta con recorrer parte de la Gran Avenida para constatar cómo se ha expandido la construcción de edificios con cómodos departamentos y áreas verdes en este sector que vive a la sombra de su pasado aristocrático".

## Límites y características
Limita al norte con la avenida Carlos Valdovinos y el barrio Franklin, al oriente con la Gran Avenida, al sur con avenida La Marina y al poniente con Presidente Jorge Alessandri Rodríguez.

Se caracteriza por poseer varias viviendas antiguas de estilo —con amplios terrenos correspondientes a casas que pertenecieron a la aristocracia terrateniente que habitó el lugar— y edificaciones de mediados del siglo XX fabricadas para habitantes pertenecientes a la clase media ilustrada de la comuna. En la actualidad, vive un proceso de renovación urbana, sobre todo cerca de la Gran Avenida, 

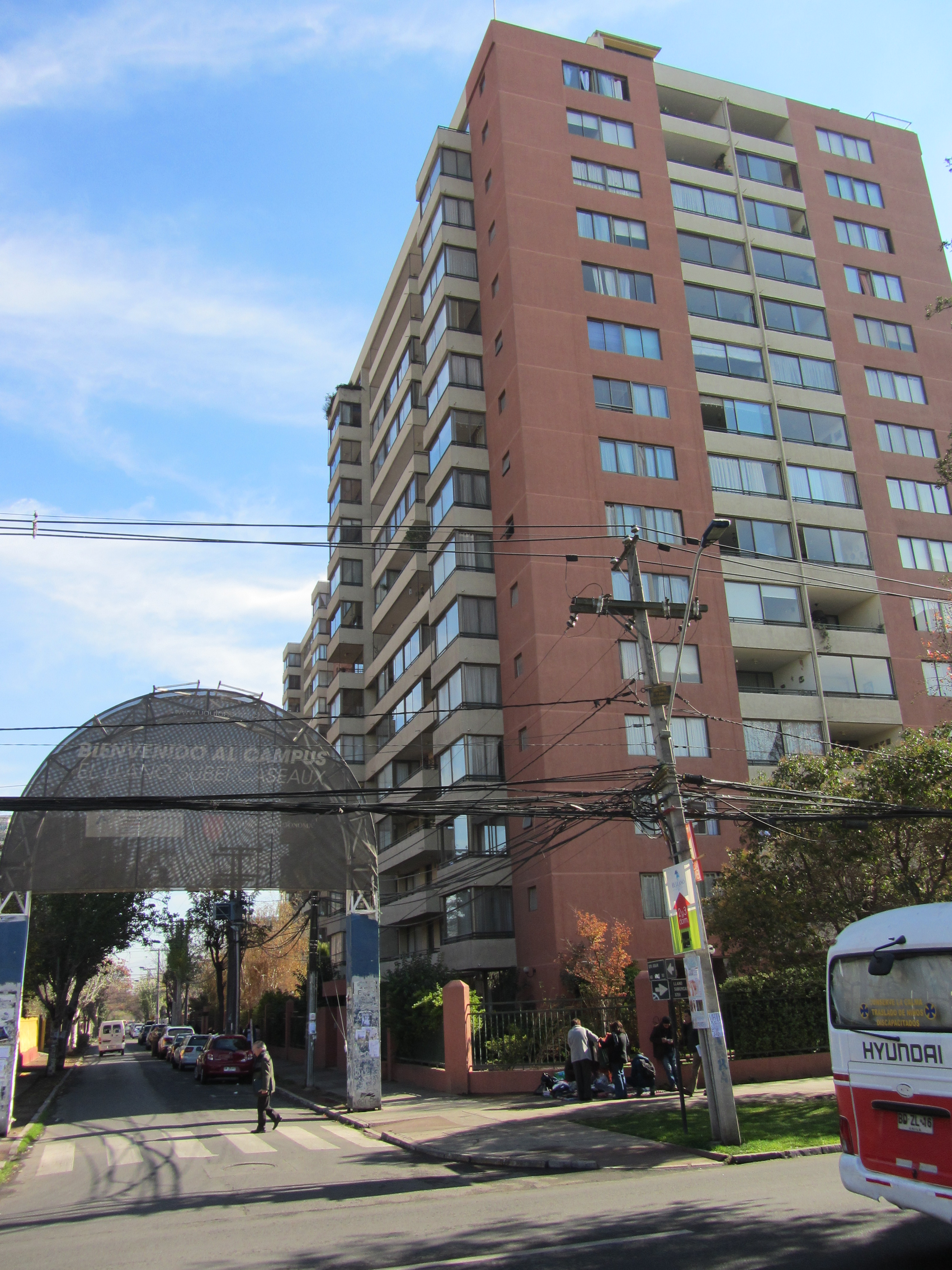
Edificio en el Llano Subercaseaux

donde se han construido múltiples edificios de departamentos y oficinas de gran altura, que le han hecho adquirir paulatinamente un aspecto similar a otros barrios modernos, aunque a costa de perder parte de su fisonomía y patrimonio arquitectónico particular y tradicional, como ocurre en estos casos. 
Su núcleo es la plaza El Llano, rotonda ubicada en la intersección de las calles José Joaquín Vallejos y Ricardo Morales. Adyacente a esta rotonda, hacia el sur-poniente, se ubica el estadio del mismo nombre, propiedad del Banco del Estado. 
El Llano, que tradicionalmente ha sido considerado el barrio alto de San Miguel, cuenta con dos estaciones de metro: El Llano  y San Miguel .
Sin embargo, de acuerdo al director de Obras de la Municipalidad de San Miguel, Javier López, El Llano debe ser catalogado como un sector y no como un barrio de la comuna, debido a que no cuenta con un decreto municipal que lo catalogue como tal, al igual La Marina o Barros Luco. “En nuestra comuna son pocos los barrios que se constituyen en el sentido tradicional, sino que más bien se dan amplios sectores residenciales consolidados en el tiempo, dentro los cuales se aglutinan subsectores con características y cualidades propias, lo cual es apetecido por el mercado inmobiliario”, señala López.

## Lugares principales

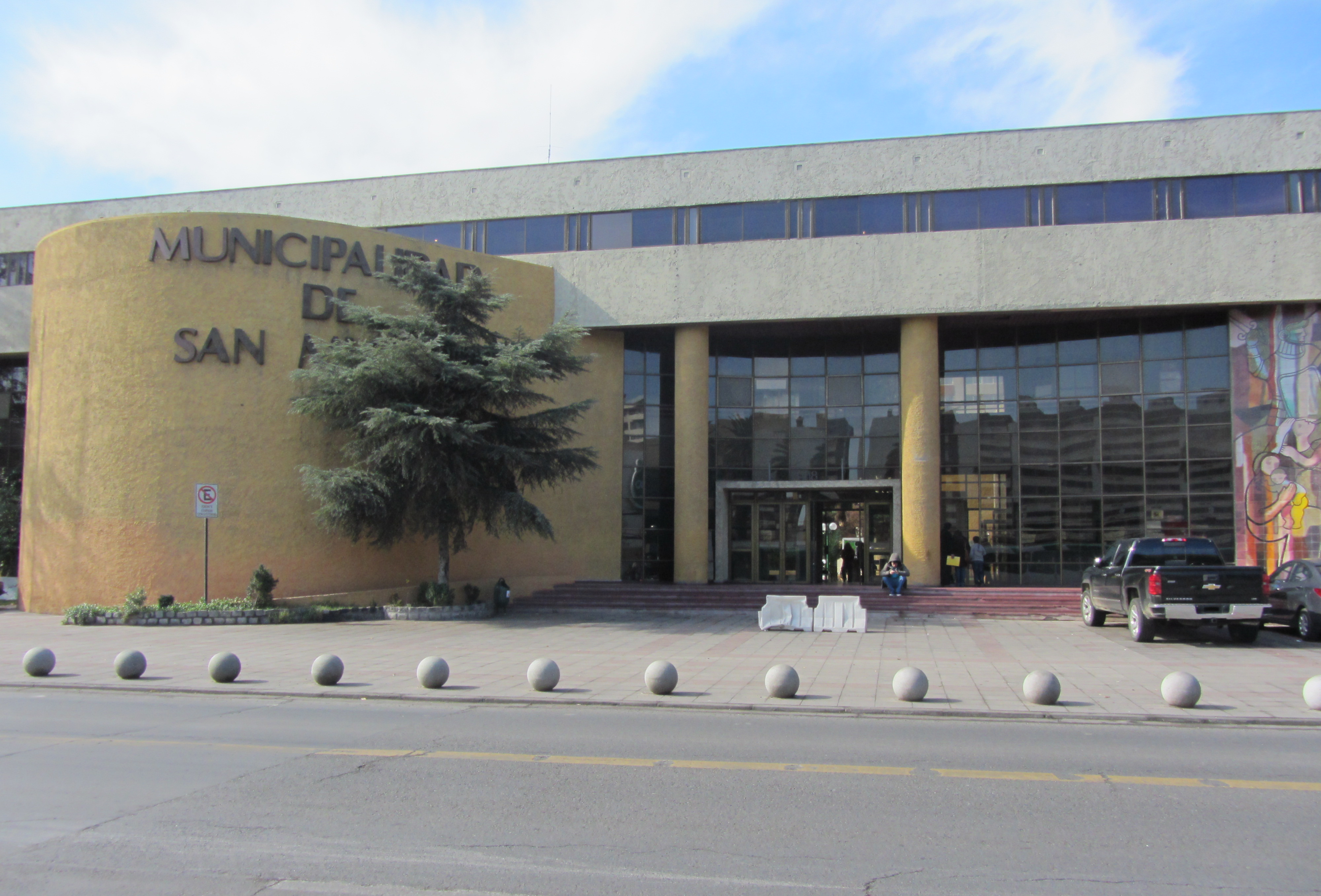
Municipalidad

En el Llano Subercaseaux 3519, al norte de la estación de metro San Miguel, entre las calles Soto Aguilar y alcalde Pedro Alarcón, antes del Jumbo, se encuentra una casona colorada de fachada colonial, construida en las antiguas bodegas de la viña Subercaseaux, en medio del terreno que antes perteneciera a Ramón Subercaseaux Vicuña, y donde hoy funciona la Casa de la Cultura, con su biblioteca, que lleva el nombre de Harald Edelstam y, en la antigua cava, la Sala Fray Pedro Subercaseaux —para exposiciones y otros eventos culturales—, en honor al pintor que se crio en estas tierras.

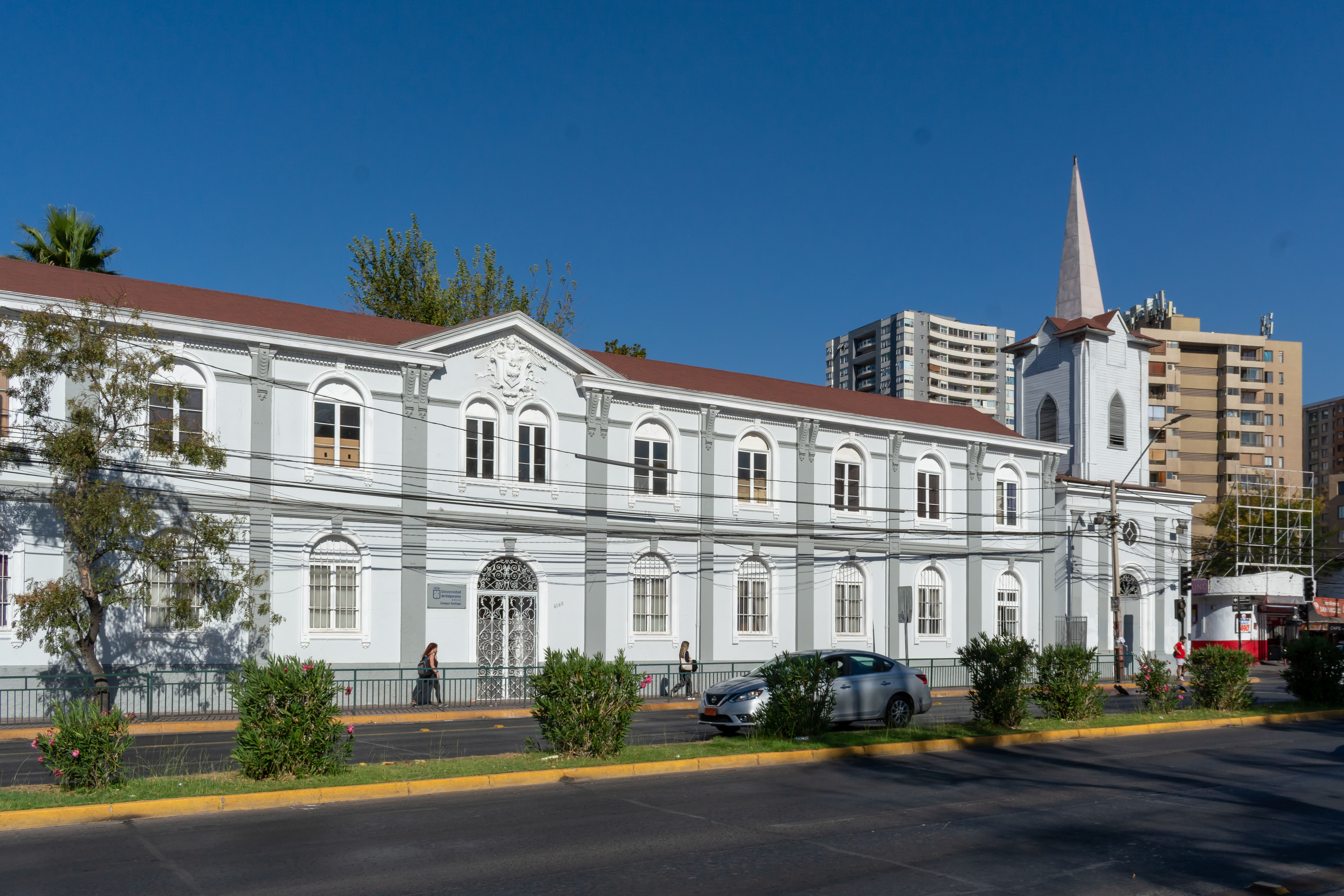
Campus Santiago de la Universidad de Valparaíso

En Gran Avenida, entre las calles Salesianos y Brigadier de la Cruz, se encuentra ubicado el Campus Santiago de la Universidad de Valparaíso. 
Hay una oficina del Servicio de Impuestos Internos (SII), y una tienda de retail de la cadena Easy, junto al citado supermercado Jumbo, ambos ubicados en el centro comercial denominado Portal El Llano. Frente a estos, entre el Llano Subercaseaux y la Gran Avenida, se encuentra la plaza José Miguel Carrera, con la estatua del prócer. Este monumento es obra del francés Auguste Dumont, y en él Carrera está de pie, vestido de húsar. Anteriormente la escultura se alzaba en la Alameda, pero fue quitada de su lugar cuando se erigió otra —esta vez hecha por el chileno Héctor Román, que lo representó montado en su caballo Puelche— y estuvo relegada en un patio municipal hasta llegar finalmente al lugar donde se encuentra hoy.

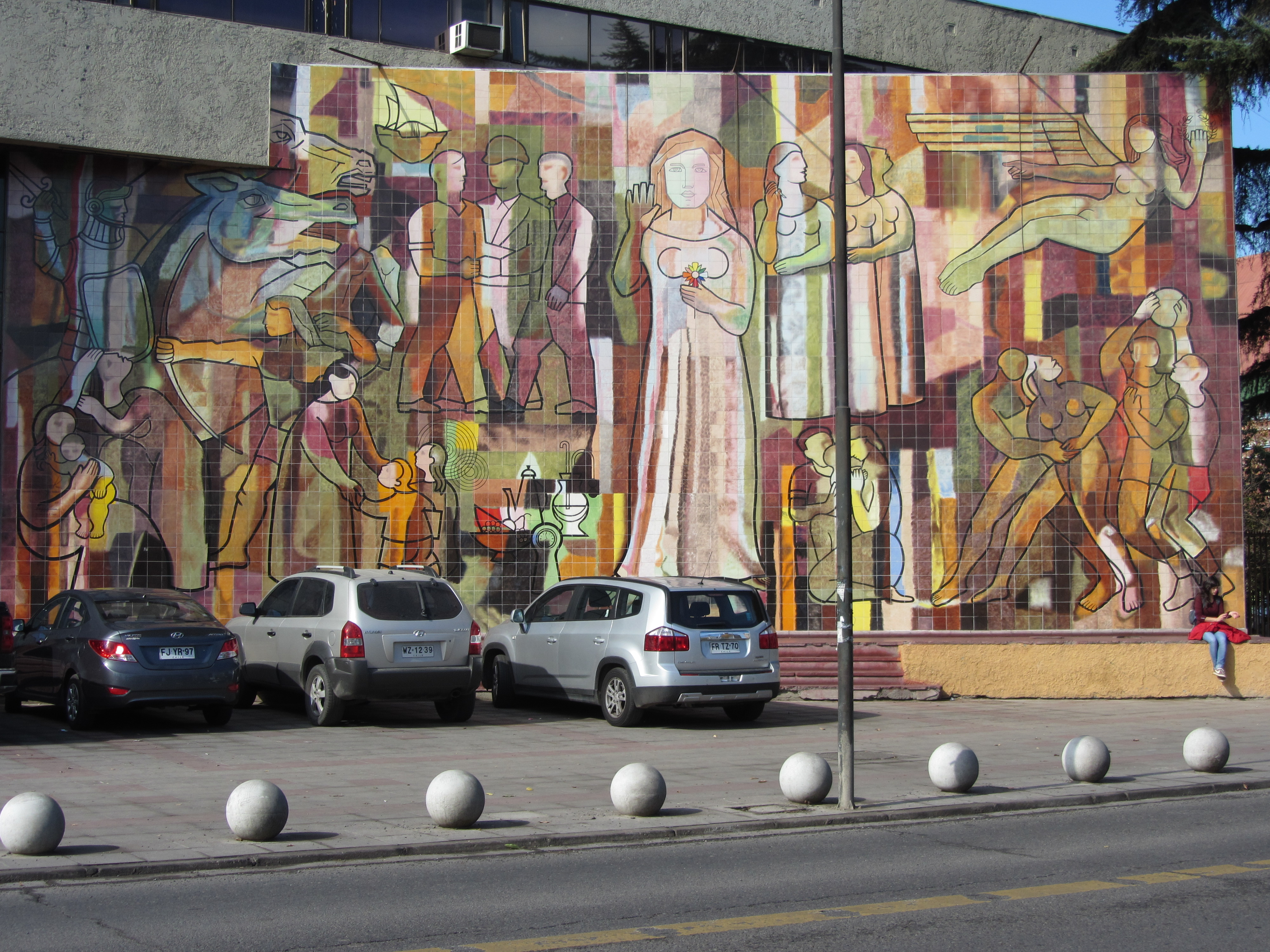
Encuentro, de Fernando Marcos Miranda

En la Gran Avenida, frente a la estatua de Carrera está la sede de la Municipalidad de San Miguel, siendo la puerta de entrada del lado oriente del sector El Llano, cuya fachada la adorna desde 1994 un gran mural de cerámica esmaltada titulado Encuentro, obra de Fernando Marcos Miranda. Frente al costado de la municipalidad, al otro lado de la calle Alcalde Pedro Alarcón, se alza la parroquia de San Miguel Arcángel. Fundada en 1881, a lo largo de su historia sufrió las consecuencias de varios terremotos, que han motivado reconstrucciones de la iglesia.
En la misma zona oriente de El Llano, en la calle Álvarez de Toledo -una de las más tranquilas del sector- se encuentra el edificio de Tribunales de San Miguel, en construcción. El proyecto, que contempla dos edificios (18.696 m² disponibles), tiene un costo de unos 24.000 millones de pesos chilenos; en esta nueva sede funcionará también el Segundo Juzgado de Familia. Las nuevas instalaciones deberían abrir sus puertas el segundo semestre del 2017.
Entre el Llano Subercaseaux y la Gran Avenida, se ubica el antiguo y tradicional parque Llano Subercaseaux, la principal área verde de San Miguel, donde se han colocado estatuas y cerámicas de los principales personajes del cómic chileno. Este espacio, llamado Parque del Cómic —especie de museo al aire libre con cuatro grandes estatuas de cuatro metros de altura, obras del escultor Sammy Salvo Hidalgo, que representan a los famosísimos Condorito (creación de Pepo), Pepe Antártico (Percy Eaglehurst), Ogú y Mampato (Oskar Vega y Themo Lobos) y su Paseo de la Fama, con 97 viñetas en cerámica de otros tanto personajes de historietas chilenas—, se despliega entre las calles Álvarez de Toledo y alcalde Pedro Alarcón, es decir, entre los paraderos 6 y 8. El proyecto comenzó en el 2000 y fue inaugurado oficialmente seis años más tarde.

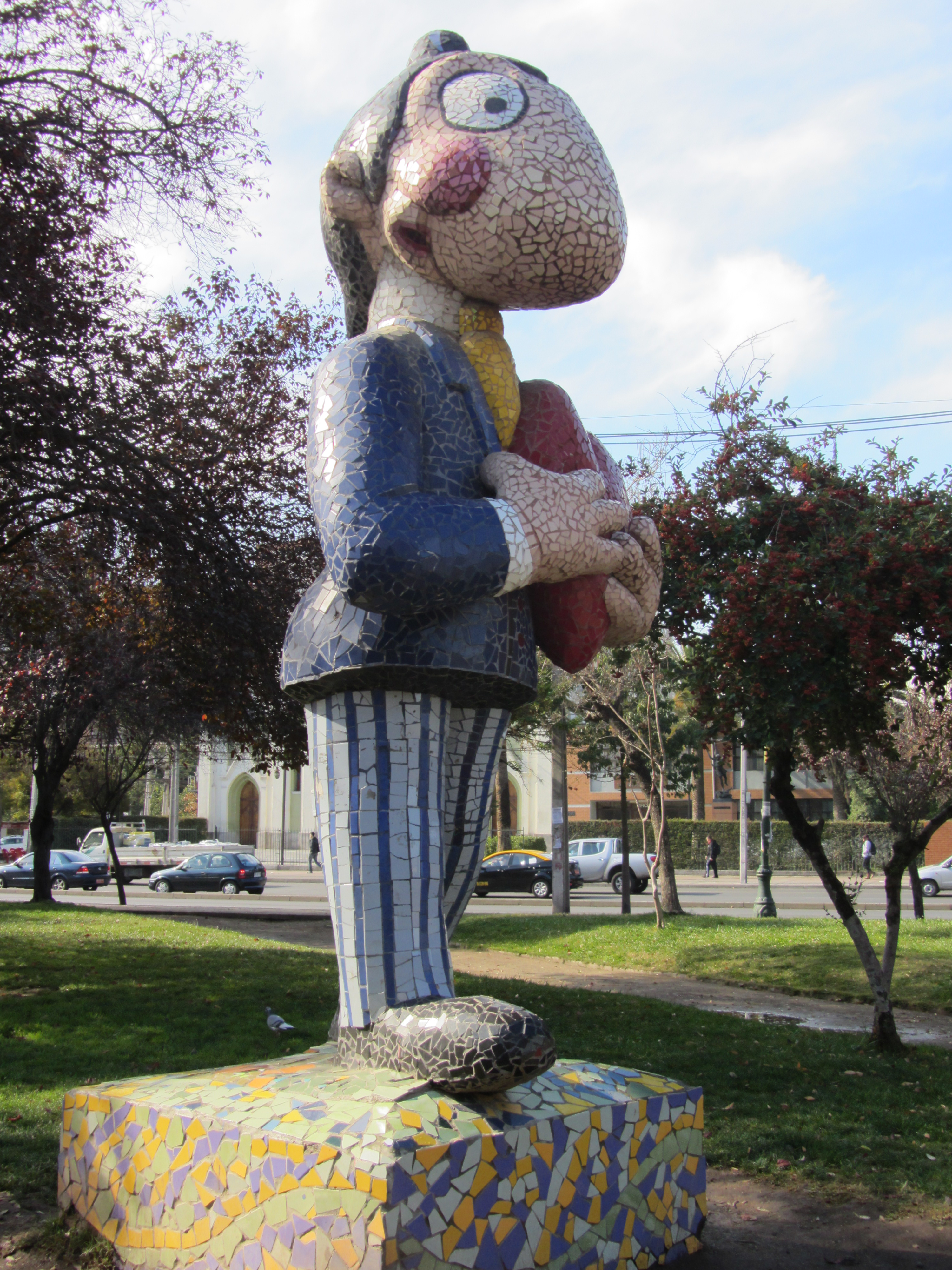
Pepe Antártico.

Una quinta estatua gigante, la de Federico Von Pilsener, no está en el parque El Llano, como las otras, sino en el jardín interior de la Casa de la Cultura que ocupa instalaciones que antes pertenecían a los Subercaseaux.
También se encontraba en el barrio el antiguo Hospital Dr. Exequiel González Cortés, el cual fue emplazado en sus nuevas instalaciones ubicadas en la Gran Avenida José Miguel Carrera, entre los paraderos 5 y 6, siendo parte del complejo hospitalario conformado por los hospitales Barros Luco, De Enfermedades Infecciosas Dr. Lucio Córdova y Trudeau. Asimismo, el barrio cuenta con varios centros médicos dispuestos a lo largo de la avenida Llano Subercaseaux. En su esquina sur-poniente, en la intersección de las avenidas Salesianos y José Joaquín Prieto, se ubica el gimnasio municipal.